# Putnik
Putnik – jezioro w woj. wielkopolskim, w powiecie międzychodzkim, w gminie Sieraków, leżące na terenie Kotliny Gorzowskiej.

## Dane morfometryczne
Powierzchnia zwierciadła wody według różnych źródeł wynosi od 16,0 ha do 19,6 ha. 
Zwierciadło wody położone jest na wysokości 37,8 m n.p.m. lub 39,4 m n.p.m. Średnia głębokość jeziora wynosi 5,0 m, natomiast głębokość maksymalna 7,2 m.